# Monty Pythons Flyvende Cirkus
Monty Pythons Flyvende Cirkus (Engelsk: Monty Python’s Flying Circus) er en komisk tv-serie med Monty Python-gruppen, som blev udsendt på BBC i perioden 1969–1974. I alt blev der lavet 45 halvtimes tv-episoder, der næsten alle bestod af en blanding af korte sketches og animerede indslag suppleret lejlighedsvist med humoristiske musikindslag.

## Medvirkende
Serien er skrevet og spilles af de seks komikere Graham Chapman, John Cleese, Terry Gilliam, Terry Jones, Michael Palin og Eric Idle, idet John Cleese dog stoppede sin medvirken inden fjerde og sidste sæson. Gilliam stod i serien især bag de små animerede indslag, mens de øvrige både skrev og spillede de almindelige sketches.
Serien blev så stor en succes, at den førte til spin-off i form af turneer, spillefilm, plade- og bogudgivelser i årene efter de første tv-udsendelser.

## Serie 1
Vist på BBC i perioden 5. oktober 1969 – 11. januar 1970.
1. Whither Canada?
2. Sex and Violence
3. How to recognize different types of tree from quite a long way away
4. Owl-stretching time
5. Man's crisis of identity in the latter half of the twentieth century
6. The BBC Entry to the Zinc Stoat of Budapest
7. You're no funny anymore
8. Full frontal nudity
9. The Ant, An Introduction
10. (Uden titel)
11. The Royal Philharmonic Orchestra Goes To The Bathroom
12. The Naked Ant
13. Intermission

## Serie 2
Vist på BBC i perioden 15. september 1970 – 22. december 1970.
1. "Face the Press"
2. The Spanish Inquisition
3. Déjà Vu
4. The Buzz Aldrin Show
5. Live from the Grill-o-Mat
6. It's A Living
7. The Attila the Hun Show
8. Archeology Today
9. How to recognize different parts of the body
10. Scott of the Antarctic
11. How not to be seen
12. Spam
13. Royal Episode 13

## Serie 3
Vist på BBC i perioden 19. oktober 1972 – 18. januar 1973
1. Whicker's World
2. Mr. & Mrs. Brian Norris' Ford Popular
3. The Money Programme
4. Blood, Devastation, Death, War and Horror
5. The All-England Summarize Proust Competition
6. The War against Pornography
7. Salad Days
8. The cycling tour
9. The Nude Man
10. E. Henry Tripshaw's disease
11. Dennis Moore
12. A Book at Bedtime
13. Grandstand

## Serie 4
Vist på BBC i perioden 31. oktober 1974 – 5. december 1974
1. The Golden Age of Ballooning
2. Michael Ellis
3. The Light Entertainment War
4. Hamlet
5. Mr. Neutron
6. Party Political Broadcast